# Mnium geheebii
Mnium geheebii là một loài Rêu trong họ Mniaceae. Loài này được (Müll. Hal.) Müll. Hal. mô tả khoa học đầu tiên năm 1900.